# Tertium comparationis
Tertium comparationis (с лат. — «третье сравнения», «третье в сравнении») — третий член сравнения, критерий сравнения.
Термином tertium comparationis обозначают признак, общий для двух предметов или явлений и лежащий в основе сравнения или метафоры. К примеру, в сопоставлении человека со свиньёй общим признаком является нечистоплотность; при этом tertium comparationis может быть как явно выраженным («он нечистоплотен как свинья»), так и подразумеваемым («он — свинья»). Выбор этого признака обусловлен целью и мотивом сравнения; результатом сопоставления может быть установление тождества, подобия или различия.
Термин используется также в сопоставительной лингвистике, где обозначает основу для сравнения языков. При сопоставительном изучении двух языков с целью выявления их сходств и различий основное внимание уделяется специфическим чертам каждого из них, причём за основу берётся некий набор общеязыковых явлений, которые и выступают в качестве tertium comparationis. Подобным основанием сравнения могут стать либо формальные категории (например, употребление родительного падежа в сравниваемых языках), либо смысловые значения (например, выражение возможности в сравниваемых языках).